# Svetlana Nikolaeva
Svetlana Vladimirovna Ovčinnikova, coniugata Nikolaeva (in russo Светлана Владимировна Овчинникова-Николаева?; Krasavino, 3 luglio 1987), è una fondista russa.

## Biografia
In Coppa del Mondo ha esordito il 27 dicembre 2007 a Düsseldorf (33ª) e ha ottenuto il primo podio il 6 febbraio 2011 a Rybinsk (2ª).
In carriera ha preso parte a un'edizione dei Campionati mondiali, Oslo 2011 (26ª nella 10 km).

## Palmarès

### Mondiali juniores
- 1 medaglia:
  - 1 bronzo (staffetta a Kranj 2006)

### Universiadi
- 4 medaglie:
  - 2 ori (staffetta sprint e staffetta a Štrbské Pleso/Osrblie 2015)
  - 1 argento (skiatlon 15 km a Štrbské Pleso/Osrblie 2015)
  - 1 bronzo (sprint a Štrbské Pleso/Osrblie 2015)

### Coppa del Mondo
- Miglior piazzamento in classifica generale: 34ª nel 2010
- 1 podio (a squadre):
  - 1 secondo posto